# Màzanka
Màzanka (en rus: Мазанка) és un poble de la república de Crimea, a Rússia, que el 2014 tenia 2.564 habitants. Pertany al districte de Simferòpol.